# Преворшек, Юрош
Юрош Преворшек (словен. Uroš Prevoršek; 23 марта 1915, Любляна — 1998) — словенский скрипач, дирижёр и музыкальный педагог.
Окончил Люблянскую консерваторию (1937), затем на протяжении двух лет учился в Миланской консерватории у Альберто Польтроньери. В 1940—1945 гг. был концертмейстером Оркестра Белградского радио. С 1946 по 1981 гг. преподавал широкий круг дисциплин в Люблянской консерватории, руководил студенческим оркестром. В 1955 г. стал первым руководителем новосозданного Оркестра Люблянского радио, составленного из студентов и недавних выпускников, и за 11 лет руководства вывел оркестр на профессиональный уровень. На протяжении восьми лет работал музыкальным обозревателем газеты «Дело». В молодости занимался также композицией, однако бо́льшая часть сочинений Преворшека погибла во время бомбёжки Белграда.
Племянник Преворшека — австрийский дирижёр Герт Медиц (род. 1943).